# Проспект Славы (Санкт-Петербург)
Проспект Сла́вы — центральная магистраль Фрунзенского района Санкт-Петербурга, предназначенная для движения транспортного потока «запад-восток» и соединяющая Московский и Невский районы (улицы Типанова и Ивановскую), является частью Центральной Дуговой магистрали.

## История
- 1960-е годы — прокладка проспекта как части Центральной дуговой магистрали[2]
- 1960-е годы — сооружение проезда под Витебским направлением Октябрьской железной дороги
- 1974 год — сооружение Невского путепровода над станцией Сортировочная-Московская Московского направления Октябрьской ЖД.

## Достопримечательности
Застройка кварталов производилась с 1960-х годов жилыми и общественными зданиями по проектам А. И. Наумова, Д. С. Гольдгора и др. Квартал в районе Гамбургской площади застроен в 1950-х—1960-х годах.
- Дома № 4, 12, 16, 30 — протяжённые 9-этажные дома с торговыми залами универмага «Купчинский»
- Сквер между домами № 8 и 12 корпус 1 — памятник-стела 3-й Фрунзенской дивизии
- Сквер между домами № 24, 26 корпус 1 и 30 — памятник Г. К. Жукову
- Дот с башней танка КВ-1 оборонительного рубежа «Ижора» напротив дома № 30.
- Пересечение с Бухарестской улицей:

Церковь Георгия Победоносца
Памятник воинам-интернационалистам, Памятник бойцам специальных подразделений Российской Федерации.
- От Бухарестской улицы до Пражской улицы проспект Славы граничит с парком Интернационалистов.

## Галерея

Памятник-стела 3-й Фрунзенской дивизии
Памятник Г. К. Жукову
Центральная часть памятника воинам-интернационалистам
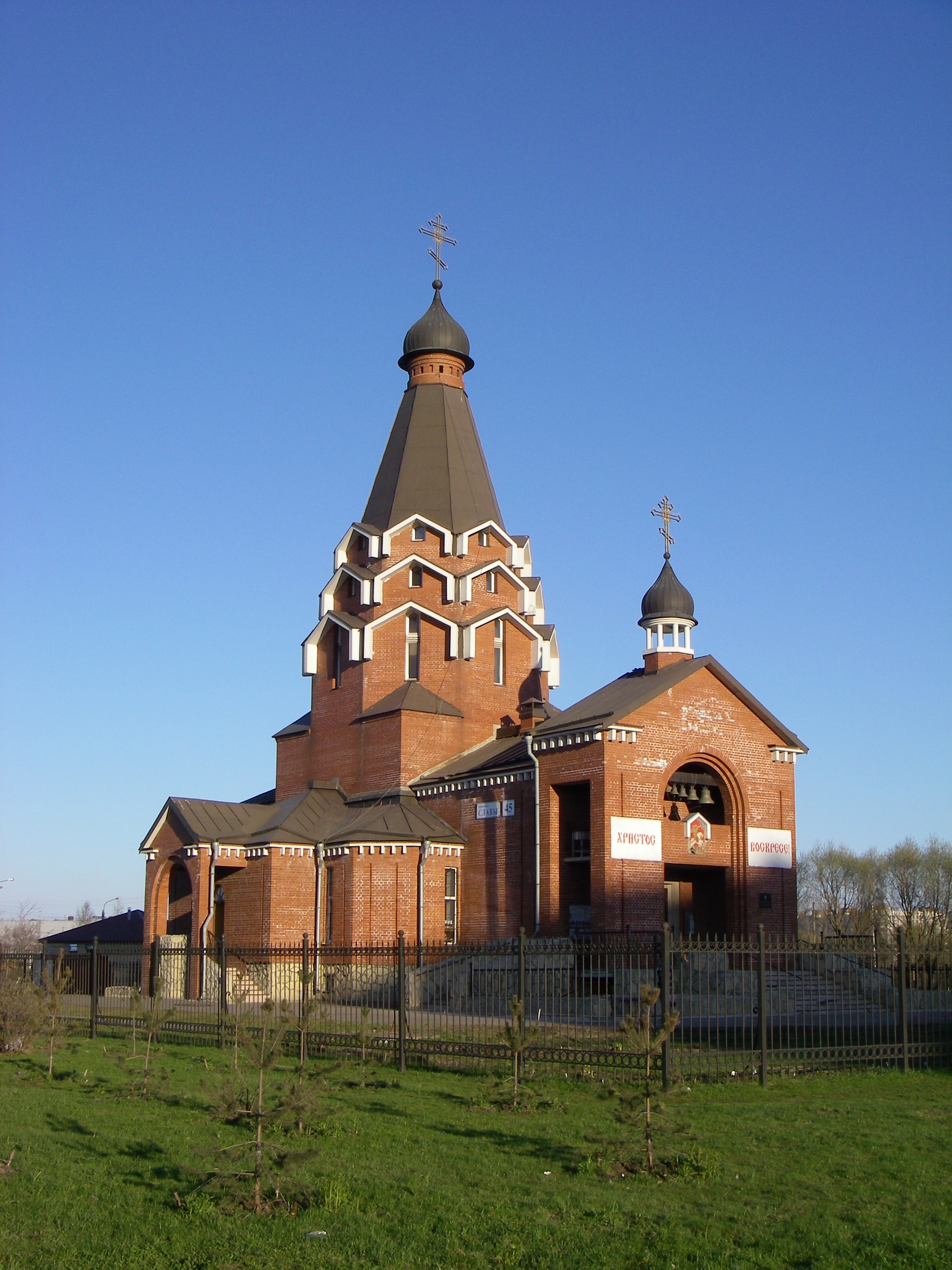
Церковь Георгия Победоносца

## Перспективы
- В Генеральном плане развития СПб в схеме развития улично-дорожной сети Санкт-Петербурга до 2025 года проспект Славы фигурирует как магистраль непрерывного движения[4].

## Транспорт
- Гамбургская площадь: автобусы (11, 12, 31, 56, 91, 95, 114, 116, 117, 140, 141, 239, 288) и троллейбусы (26, 27, 29, 35, 36, 42).
- Пересечение Пражской улицы и проспекта Славы: автобусы (11, 56, 57, 114, 116, 141, 239, 288) и троллейбусы (26, 27, 29, 36, 42).
- Пересечение Бухарестской улицы и проспекта Славы: автобусы (11, 54, 56, 57, 114, 116, 141, 239, 282, 288), троллейбусы (26, 27, 29) и трамваи (25, 43, 45, 49).
- Пересечение Будапештской улицы и проспекта Славы: автобусы (11, 31, 59, 74, 114, 116, 141, 159, 225, 239, 246, 282, 288), троллейбусы (26, 27, 29, 35, 39, 47) и маршрутка "ТРЦ РИО - улица Олеко Дундича".
- Пересечение Белградской улицы и проспекта Славы: автобусы (11, 31, 59, 114, 116, 141, 225, 239, 246), троллейбусы (26, 27, 29, 35, 47) и маршрутка "ТРЦ РИО - улица Олеко Дундича".
- Проспект Славы (платформа)
- Проспект Славы (станция метро)